# Abolição da Escravatura (Victor Meirelles)
Abolição da Escravatura é uma pintura de Victor Meirelles. A data de criação é 1888. A obra é do gênero pintura histórica. Retrata a família imperial brasileira, em especial Isabel do Brasil.

## Descrição
A obra foi produzida com pintura a óleo. Suas medidas são: 46 centímetros de altura e 55 centímetros de largura.
Faz parte de Coleção Brasiliana Itaú. O número de inventário é 23102637.
A pintura apresenta simbolicamente o momento da abolição da escravidão no Brasil, tendo no centro a Princesa Isabel, signatária da Lei Áurea. Foi notado que na tela não há a presença de escravos, destacando a versão de que a abolição foi um processo político gradual e promovido pela família imperial.

## Análise
A cena retratada dilui as hierarquias, por manter os personagens num mesmo nível -- apesar do centro ser da Princesa Isabel --, e faz prevalecer a emoção do momento, em especial com as manifestações no fundo da plateia.